# حسين حزني موكرياني
سيد حسين حزني موكرياني (بالفارسية: حسین حزنی موکریانی) (1893 - 1947) يُعَد أول مؤرخ كردي في القرن العشرين، من أجل ذلكَ لمدة 15 عاما حاول بكل جهده جمع معلومات تاريخية عن تاريخ الكرد التي كانت أنذاك موجوداً باللغات العربية والفارسية والهندية والتركية والفرنسية والروسية، ولأنه كان عنده خبرة جيدة في هذه اللغات، ترجمَ عدە مکتوبات مهمة إلى اللغة الكردية.

## السيرة
ولد سنة 1833هـ  في قرية تسمى «بُغْدَكَنْدي» (بالكردية: بوغدەکەندی)‏ ما بين مدينتي بوكان وسقز، وبدأ التعلم في المساجد، ومن براعته لم يقف وبدأ بتثقيف نفسه عن طريق الكتب التي كانت موجودة باللغات الأخرى أنذاك، درس أولاً على أبيه وأخواله، وفي سن 21 اغترب ورأى عدة دول خارجية مثل روسيا وأفغانسان وسوريا ومصر والحجاز وفرنسا. سافر إلى جميع مناطق الكردستان في زمن الصفويين والعثمانيين، وفي سنة 1915 أنشأ مطبعة صفيرة في حلب لنشر الأدب والتاريخ الكردي.
شيخ عمر وجدي أستاذ رواق الأكراد في الأزهر كتب للأستاذ گیوي موكرياني: سمعت من محمد علي عوني قال: «رأيت مطبعة حزني في حلب التي كان يطبع بها تاريخ والأدب الكردي. فَكَّرتُ في أن أذهب إلى سويرك وأزور الأقرباء، ولكن حزني أثَّر فيَّ لذا تركت السفر وعدت إلى مصر وقررت أن أحاكيَ هذا الرجل وأضع نفسي لخدمة التاريخ الكردي».

ذهب إلى رواندز عام 1925 وأسس مطبعة اللهجة الكرمانجية، وفي سنة 1943 اُبْتُعِدَ من رواندز وعاش في بغداد حتى وفاته.

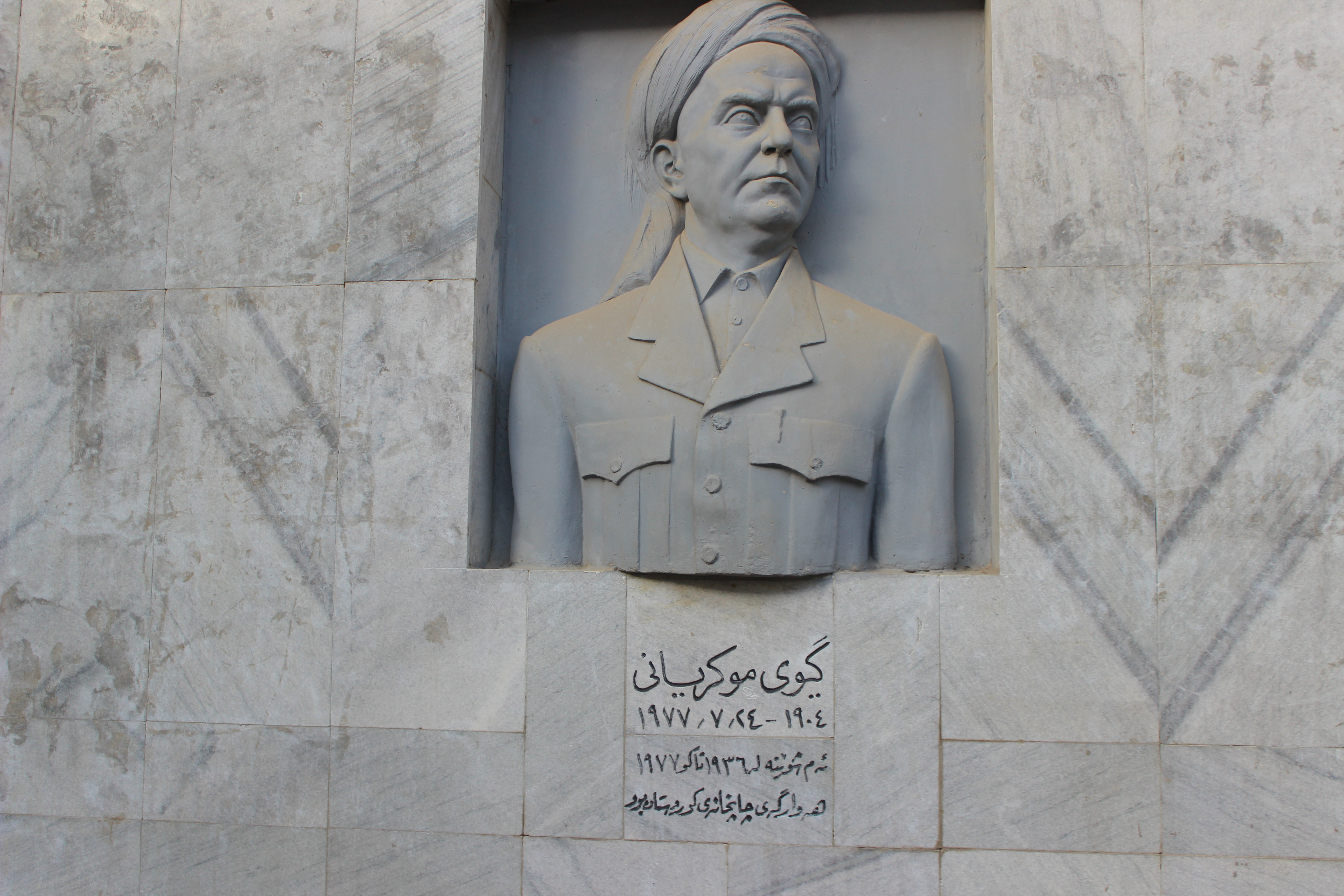
تمثال گيوي مكرياني (حسين) في أربيل.

## المكتوبات
حسين حزني مكرياني أخرج بعض مجلاتٍ في إسطنبول وحلب سراً، مثل (كوردستان، ئارارات، بۆتان، چیاکرمانج، دیاربەکر، سۆران)، في جنوب كردستان سنة 1926 أخرج مجلة (زارى كرمانجى) في رواندز، وفي سنة 1935 أخرج مجلة (رووناكى) في أربيل، وفي بغداد سنة 1943 أدارَ مجلة (دەنگی گێتی تازە). وغير ذلك ترك 40 إلة 50 كتباُ وذكرياتاً مهمة. طبع قصة (خۆشی وترشی) و (مەڕۆکە وبزنۆکە) عام 1926.
هذا المؤرخ، لمدة 30 عاماً، الذي جعله خدمةً للشعب الكردي، أصبح صاحب 17 كتاب كبير، 11 منهم عن تاريخ الكرد.
كتبه عن تاريخ كردستان:
- (مێرگەی دڵان)
- (خونچەی بەھارستان)
- (پێشکەوتن)
- (ئاوڕێکی پاشەوە)
- (میرانی سۆران)
- (کوردستانی موکریان)
- (ناودارانی کورد)
- (بە کورتی ھەڵکەوتی دێریکی)
- (لاپەڕەیەک لە دێریکی کوردستانی موکری).

وكتب كتب عديدة أخرى، ولكن لم تُنشر، وَكتَبَ عن تاريخ وأدب الكرد في عدة مجلات.

## الوفاة
حسين حزني مكرياني توفي في 20 سبتمبر عام 1947 في بغداد، ونُقِلَ جثته إلى أربيل، وقبره الآن في أربيل.